# Đô thăng trưởng
Đô thăng trưởng (hay còn gọi là C# Major) là một âm giai trưởng dựa trên nốt Đô thăng, bao gồm các cao độ Đô thăng, rê thăng, mi thăng, fa thăng, sol thăng, la thăng, si thăng. Về mặt kỹ thuật, nó tương đương với Rê giáng trưởng. Bộ khoá của giọng có bảy dấu thăng. Giọng song song của nó là La thăng thứ, còn giọng thứ của nó là Đô thăng thứ.
Gam Đô thăng trưởng gồm có;

## Đặc trưng
Một cây đàn hạc được điều chỉnh đến Đô thăng trưởng có tất cả các bàn đạp của nó ở vị trí dưới cùng. Bởi vì tất cả các dây sau đó bị chèn ép và ngắn lại, đây là phím tạo ra ít âm vang nhất cho cây đàn.
Hầu hết các nhà soạn nhạc thích sử dụng giọng Rê giáng trưởng đương được tăng cường độ âm thanh vì nó chỉ chứa năm dấu giáng, trái ngược với bảy dấu thăng của âm trưởng này. Tuy nhiên, Johann Sebastian Bach đã chọn Đô thăng trưởng cho Prelude và Fugue số 3 trong cả hai cuốn sách The Well-Tempered Clavier, và Charles-Valentin Alkan đã chọn Đô thăng trưởng cho Etude Op. 35 Số 9 "Contrapunctus" trong Twelve etudes trong tất cả các phím chính thuộc Op. 35. Trong Hungarian Rhapsody Số 6, Maurice Ravel đã chọn Đô thăng trưởng làm phím bổ của "Ondine" từ bộ piano Gaspard de la nuit của ông. Erich Wolfgang Korngold đã sáng tác bản hòa tấu Piano cho Người thuận tay trái, Op. 17, trong Đô thăng trưởng.
Trong một số bản nhạc, các ký hiệu phím 7 dấu thăng trong khóa nhạc Bass được viết với âm sắc cho âm  A hoặc A và B ở dòng trên cùng.
Allegro de concierto của nhà soạn nhạc người Tây Ban Nha Enrique Granados được viết bằng Đô thăng trưởng. Nhà soạn nhạc kiêm nghệ sĩ dương cầm người Canada Frank Mills ban đầu đã viết và biểu diễn bản nhạc khí hit "Music Box Dancer" của mình bằng Đô thăng trưởng. Tuy nhiên, hầu hết các phiên bản piano hiện đại đều có phần được viết bằng Đô trưởng.
Louis Vierne đã sử dụng âm Đô thăng trưởng cho "Dona nobis pacem" trong Agnus Dei của Messe Solennelle của ông bằng Đô thăng trưởng.